# Trixagus cobosi
Trixagus cobosi är en skalbaggsart som beskrevs av Yensen 1980. Trixagus cobosi ingår i släktet Trixagus och familjen småknäppare. Inga underarter finns listade i Catalogue of Life.